# Timothy Leary

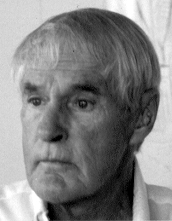
Timothy Leary (1989)

Timothy Francis Leary (* 22. Oktober 1920 in Springfield, Massachusetts; † 31. Mai 1996 in Beverly Hills) war ein US-amerikanischer Psychologe, Autor und „Guru“ der Hippie-Bewegung („Hohepriester“ oder „Prophet“ des LSD). Leary wurde in den 1960er und 1970er Jahren dafür bekannt, dass er den freien und allgemeinen Zugang zu psychedelischen (bewusstseinsverändernden) Drogen wie LSD, Mescalin oder Psilocybin propagierte.

## Leben

### Jugend
Leary wurde 1920 in Springfield, Massachusetts, geboren. Nach der High School besuchte er von 1938 bis 1940 das College of the Holy Cross in Worcester, Massachusetts. Unter dem Einfluss seines Vaters trat er danach in die United States Military Academy in West Point ein, die er nach einem Disziplinarverfahren wenig später wieder verlassen musste.

### Akademische Laufbahn
Leary nahm anschließend ein Psychologiestudium an der University of Alabama auf, das er 1943 als Bachelor of Arts abschloss. 1946 erwarb er an der Washington State University einen Abschluss als Master of Science in Psychologie, und 1950 einen Abschluss als Doctor of Philosophy in Psychologie an der University of California in Berkeley. Abschließend war Leary dort von 1950 bis 1955 Assistenzprofessor. 1955 bis 1958 leitete Leary die psychiatrische Forschung an einem Institut der Kaiser Family Foundation, wo er das Circumplexmodell interpersonaler Beziehungen (weiter) entwickelte. Danach ging er als Dozent für Psychologie nach Harvard, wo er von 1959 bis zu seiner Entlassung 1963 tätig war. In diese Zeit fallen seine ersten Experimente mit psychedelischen Drogen wie LSD, Mescalin oder Psilocybin.

### Inhaftierung und Flucht

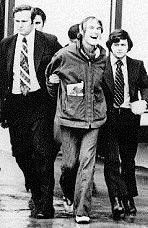
Leary bei seiner Verhaftung

1965 wurde bei einer Grenzüberquerung von Mexiko in die USA bei Timothy Learys Tochter Susan Marihuana gefunden, für das Timothy Leary die Verantwortung übernahm. Susan Leary wurde zu fünf Jahren Haft auf Bewährung verurteilt, der Vater (aufgrund des Marihuana-Tax-Acts wegen Steuerhinterziehung und illegaler Einfuhr) zu 30 Jahren Gefängnis. Dieses Urteil wurde 1969 vom Obersten Gerichtshof der Vereinigten Staaten in der Grundsatzentscheidung Leary v. United States aufgehoben und der Marihuana-Tax-Act für verfassungswidrig erklärt. Jedoch wurde Timothy Leary im Juni 1970 wegen eines weiteren Marihuana-Delikts – in seinem Auto wurden bei einer Durchsuchung zwei Joints gefunden – zu zehn Jahren Gefängnis verurteilt.
US-Präsident Richard Nixon hatte ihn zu „einem der gefährlichsten Männer der Welt“ und zum „gefährlichsten Mann Amerikas“ erklärt.
Mit Hilfe der Weathermen gelang ihm im September 1970 die Flucht aus dem Gefängnis in Kalifornien. Seine Flucht führte ihn anschließend nach Algerien, wo er bei Exilanten der Bewegung der Black Panthers Unterschlupf fand. Nach Konflikten mit der Panther-Führung floh er weiter in die Schweiz, wo er u. a. von Sergius Golowin unterstützt wurde. Die Schweiz gewährte ihm zwar kein politisches Asyl, lehnte aber trotzdem am 29. Dezember 1971 einen Auslieferungsantrag der US-amerikanischen Regierung ab und entließ ihn aus einer einmonatigen Haft. Nach einem kurzen Aufenthalt in Wien floh Leary weiter nach Afghanistan. 1973 wurde er in Kabul von den afghanischen Behörden festgesetzt und an die USA ausgeliefert, wo er bis 1976 inhaftiert blieb.

### Späteres Leben
In den Jahrzehnten nach seiner Haft trat Leary vor allem als Publizist in Erscheinung. Er beschäftigte sich mit religiösen Ideen zur Bewusstseinserweiterung sowie politischen Positionen zu Themen wie Homosexuellenrechte, Abtreibung, Wohlfahrt und Umweltschutz, Weltraumkolonisation, künstlicher Intelligenz und dem Internet. Daneben hielt er enge Kontakte zu Hollywood.
Leary war außerdem der Patenonkel von Winona Ryder, Uma Thurman (Tochter seiner Ex-Frau Nena von Schlebrügge) und Joi Ito.

### Tod
Leary starb am 31. Mai 1996 im Alter von 75 Jahren an Prostatakrebs. Am 21. April 1997 wurden sieben Gramm seiner Asche sowie die sterblichen Überreste von 24 weiteren Personen – darunter Gene Roddenberry (dem Schöpfer von Star Trek), Gerard Kitchen O’Neill (Weltraumphysiker) und Krafft Arnold Ehricke (Raketenentwickler) – mit einer Pegasus-XL-Trägerrakete vom Luftwaffenstützpunkt Gran Canaria, Spanien, zwecks Weltraumbestattung in den Weltraum geschossen.

## Learys Wirken

### „Neu-Programmierung“
Leary trat in den 1960er und 1970er Jahren für den freien und allgemeinen Zugang zu „psychedelischen“ Drogen ein. In diesem Zusammenhang erfand er – oder übernahm er nach einem Vorschlag des Rhetorikers und Kommunikationstheoretikers Marshall McLuhan – den Slogan „Turn on, Tune in, Drop out!“, der mit: „Mach Dich an, stell Dich um, spring ab!“, ins Deutsche übersetzt wurde.
Damit hatte er einen anderen Ansatz als Aldous Huxley, der schon 1953 mit Meskalin experimentiert und seine Erfahrungen in dem einflussreichen Text Die Pforten der Wahrnehmung veröffentlicht hatte. Huxley befürwortete den experimentellen Einsatz von Meskalin ausschließlich für einen kleinen Kreis Intellektueller, Künstler und religiöser Menschen, nicht für die Allgemeinheit. Eine ausschließlich therapeutische Anwendung von LSD, in geschütztem Umfeld und mit medizinischer Begleitung, schuf Stanislav Grof als „Psycholytische Psychotherapie“.
Timothy Leary sah psychedelische Drogen als Mittel zur „Neu-Programmierung“ des Gehirns, d. h. (in seiner Terminologie) der Aufhebung vorhandener Konditionierungen und der gleichzeitigen Öffnung für neue Konditionierungen. Leary betonte den Einfluss von „Set“ (innere Einstellung des Konsumenten zum Zeitpunkt des Rausches), „Setting“ (Umgebung und Umfeld bei der Sitzung) und Dosis auf den Wirkungsverlauf halluzinogener Drogen. Nach Leary kann durch günstiges Set und Setting das Entstehen von Psychosen durch Psychedelika verhindert werden. Leary hat also niemals einen unkontrollierten Drogenkonsum gutgeheißen (auch wenn er so missverstanden wurde), welcher schnell fatale Folgen zeigen kann. Vielmehr verlangte er einen verantwortungsvollen Umgang mit Drogen und befürwortete Experimente unter professioneller Führung.
Leary formulierte in diesem Zusammenhang die Zwei Gebote für das Molekulare Zeitalter:
1. „Du sollst das Bewusstsein deines Nächsten nicht verändern.“
2. „Du sollst deinen Nächsten nicht daran hindern, sein oder ihr Bewusstsein zu verändern.“

Diese Sätze sind nicht nur in Bezug auf den Gebrauch von Drogen zu verstehen: sie beziehen sich auch auf die Manipulation durch Massenmedien, Politiker und Gruppenzwang.
Leary war außerdem Mitentwickler der Zeitkammer, eines Vorläufers des Floatingtanks (Samadhi-Tanks).

### SMI²LE
SMI²LE ist ein Prinzip, in dem Leary die kommende Entwicklung des Menschen sah. Er hat es unter anderem in seinen Büchern Exo-Psychologie und Neuropolitik beschrieben. Learys Freund Robert Anton Wilson, mit dem er Neuropolitik veröffentlichte, hat SMI²LE in vielen seiner Werke (darunter Cosmic Trigger) ausgiebig besprochen.
SMI²LE besteht aus drei Teilen:
1. Space Migration (SM) – Die Auswanderung ins All ist für ihn ein logischer weiterer Schritt in der Entwicklung des Menschen. Einerseits, um das Problem der Überbevölkerung (auch als Folge der Life Extension – siehe unten) zu lösen, andererseits als nächste Stufe in der Evolution des Menschen beziehungsweise des menschlichen Bewusstseins. Diese Stufe besteht in der Befreiung von der Erdenschwere, der Gravitation. Für Leary und seine Geistesgenossen leben wir am Boden eines „100 Kilometer tiefen Gravitationsschachtes“. Er war davon überzeugt, dass das menschliche Gehirn und Bewusstsein in der Schwerelosigkeit eine deutliche Entwicklungsbeschleunigung erfahren würde.
2. Intelligence Increase (I²) – Die Intelligenzvermehrung oder Intelligenzpotenzierung, auch Bewusstseinserweiterung. Diese ist vielfältig zu verstehen. Einerseits hat es eine deutliche hedonistische Komponente: Das Nervensystem soll in die Lage versetzt werden, immer ekstatischere Zustände zu erfahren. Für ihn stand ein Großteil der Menschen seiner Zeit am Übergang zum fünften, dem ersten extraterrestrischen, dem hedonistischen Schaltkreis (siehe weiter unten). Weiterhin geht es darum, immer mehr Kontrolle über die „Maschine“ Mensch und ihre „Programme“ (Prägungen) zu bekommen. Man kann dies mit einer immer weiter wachsenden Selbstverantwortung für den eigenen Realitätstunnel gleichsetzen. Mittel zur Bewusstseinserweiterung können psychedelische Drogen, Grenzerfahrungen, Schocks, Meditation u. v. m. sein.
3. Life Extension (LE) – Die Lebensverlängerung bis hin zur Unsterblichkeit. Hier glaubte Leary an die baldige Überwindung des „Irrtumes Tod“ durch technologischen (z. B. Kryonik, Biotechnologie usw.) und bewusstseinsmäßigen Fortschritt.

### Neuronaler Schaltkreis nach Leary
Leary entwickelte eine „Entwicklungstheorie der acht Bewusstseinsstufen“', die das Bewusstsein in Stufen gliedert, die es während der (individuellen und stammesgeschichtlichen) Evolution durchlaufen haben soll:
Unter einem Neuronalen Schaltkreis versteht Timothy Leary ein „Basisprogramm“ der menschlichen Psyche, das bestimmte Aspekte des Verhaltens steuert. Die Bezeichnung rührt von seiner Annahme her, dass diese Verhaltensmuster und Wahrnehmungsarten in bestimmten Regionen des Gehirns beheimatet seien und somit letztlich auf Neuronalen Erregungskreisen basieren.
Timothy Leary glaubte, dass der menschliche Geist am besten durch acht neuronale Erregungsschaltkreise dargestellt werden kann. Jede Etappe, jeder Schaltkreis repräsentiert eine höhere Stufe der Entwicklung als der vorhergehende. Vom ersten, dem am niedrigsten entwickelten, bis zum vierten Schaltkreis sind alle im linken Hirnlappen des Endhirns verankert. Diese vier Bewusstseinsebenen – hier „Schaltkreise“ genannt – sind mit dem Überleben von Organismen auf der Erde stark verknüpft. Die Schaltkreise fünf bis acht, von Leary im rechten Hirnlappen vermutet, sind für die zukünftige Entwicklung des Menschen vorgesehen und bei der Mehrheit der Menschheit selbst heutzutage noch nicht richtig ausgeprägt. Vielmehr kann man davon ausgehen, dass diese sich zum größten Teil in einer Art „Winterschlaf“ befindet.
Nach Leary hat der Mensch mindestens acht prägende Schaltkreise, von denen normalerweise nur die ersten vier benutzt werden:
1. Der Bio-Überlebens-Schaltkreis (Bio-survival Circuit) ist für die grundlegenden lebenserhaltenden Maßnahmen zuständig. Er entscheidet, ob Objekte entweder als gefährlich oder als sicher eingestuft werden. Der Schaltkreis ist schon im Gehirn der einfachsten wirbellosen Tiere verankert. Es ist der erste, der im Gehirn des Säuglings aktiv wird – kurz nach der Geburt. Leary verbindet diesen Schaltkreis mit Opiaten.
2. Der gefühlsbezogene, territoriale Schaltkreis (Emotional Circuit) kümmert sich vorwiegend um die gröbsten Emotionen und unterscheidet nach unterwürfigem oder beherrschendem Verhalten. Er trat in der Evolution als erstes in Wirbeltieren (Vertebrata) auf. Im Menschen wird der Schaltkreis aktiv, sobald das Kind gehen lernt. Leary verbindet diesen Schaltkreis mit Ethanol.
3. Der semantische Schaltkreis (Dexterity-Symbolism Circuit) ist mit logischem und symbolischem Denken verbunden. Er geht zurück bis zu dem Zeitpunkt, als die ersten Hominiden begannen, sich vom Rest der Primaten zu unterscheiden, als sie anfingen, Werkzeuge zu benutzen und auf zwei Beinen zu gehen. Leary stellt diesen Schaltkreis mit der Wirkung von Koffein, Kokain und anderen Stimulanzien gleich.
4. Der sozio-sexuelle Schaltkreis (Social-Sexual Circuit) übernimmt das Betreiben von sozialen Netzwerken und das Übermitteln von Kultur über die Zeiten. Das Entstehen erster sozialer Strukturen in der Gesellschaft ging mit diesem Schaltkreis einher. Leary verband niemals eine Droge damit. Spätere Autoren haben ihn jedoch mit Ecstasy gleichgesetzt.
5. Der neurosomatische Schaltkreis (Neurosomatic Circuit) ist der erste, der in der rechten Gehirnhälfte angesiedelt ist. Bei den meisten Menschen sind er und alle weiteren jedoch inaktiv. Er erlaubt es einem, Dinge im multidimensionalen Raum zu erfahren – anstatt der Fähigkeit der meisten Menschen, nur 4-dimensionale Dinge der Raumzeit wahrzunehmen. Er soll uns bei zukünftigen Unternehmungen, bei der Erforschung des Weltraums unterstützen. Er tauchte vor ca. 4000 Jahren in den ersten begüterten Gesellschaftsformen auf, in denen die „irdischen Überlebensprobleme“ keine so große Rolle mehr spielten. Eine starke Ausprägung erreichte er mit der Entwicklung der Freizeitgesellschaft im zwanzigsten Jahrhundert. Er ist mit Hedonismus und Erotik in Zusammenhang zu bringen. Leary verbindet den Schaltkreis mit Marihuana, Tantra, Hatha Yoga und anderen okkulten Techniken oder einfach mit der Erfahrung des freien Falles zur richtigen Zeit.
6. Der metaprogrammierende oder bewusstseinsabstrahierende Schaltkreis (Neuroelectric Circuit) steht in Verbindung mit dem Bewusstwerden des Geistes, so dass er unabhängig von den Mustern und Prägungen der vorhergehenden Schaltkreise agiert. Nach Learys Einschätzung wird dieser Schaltkreis den Weg für die telepathische Kommunikation frei machen. Für diejenigen, bei denen die fünf vorhergehenden Schaltkreise aktiv sind, die aber nur mit der linken Gehirnhälfte arbeiten, ist es unmöglich, diesen Schaltkreis zu erreichen. Die Entwicklung dieses Schaltkreises geht mit der um 500 n. Chr. entstandenen Seidenstraße einher. Laut Leary charakterisieren Peyote und Psilocybin diesen Schaltkreis.
7. Der neurogenetische Schaltkreis (Neurogenetic Circuit) erlaubt Zugriff auf die genetischen Speicherfunktionen der DNA. Er ist verbunden mit den Erinnerungen der vergangenen Leben, dem Buch des Lebens und dem kollektiven Unbewussten, wie es C.G. Jung beschrieben hat. Außerdem eröffnet er wesentliche Züge von Unsterblichkeit im Menschen. Wahrscheinlich ist er unter hinduistischen und sufistischen Sekten am Ende des ersten Jahrtausends nach Christus entstanden. Der Schaltkreis wird durch LSD und Raja Yoga angeregt.
8. Der neuroatomare Schaltkreis (Neuro-atomic Circuit) eröffnet Zugang zum intergalaktischen, universalen Bewusstsein, welches dem Leben im Universum vorangeht. Er lässt Menschen außerhalb der Raumzeit und dem Zwang von Relativität operieren. Der Schaltkreis steht mit Ketamin und Salvinorin A in Zusammenhang.[13]

Die Idee solcher Schaltkreise wurde von Robert Anton Wilson aufgegriffen, der sich in Quantum Psychology und Prometheus Rising auf dieses Konzept bezog.

### Beitrag zur Verbreitung von LSD

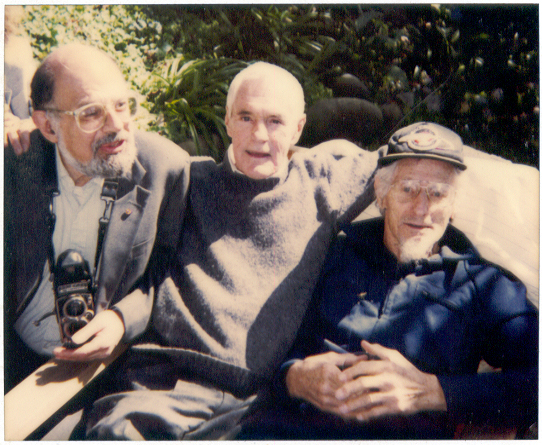
Timothy Leary mit Allen Ginsberg (l.) und John C. Lilly (r.), 1991

Zu Timothy Learys Wirken gehört auch, dass er – vor allem zusammen mit seinem Mitstreiter Allen Ginsberg – stark zur Verbreitung von LSD und auch zu dessen Erforschung beigetragen hat. Laut Harry Shapiro betrachtete Leary LSD-Konsum als einen besonders guten Weg zum Erfahren innerer Universen, hielt es für ein Mittel zur seelisch-geistigen Ertüchtigung sowie Heilung und propagierte es dementsprechend. Auf dem Anwesen der Castalia Foundation namens „Hitchcock Estate“ in Millbrook (New York), einer großen Immobilie des jungen Börsenmillionärs William Mellon Hitchcock mit weitläufigem Privatgelände, baute Leary eine Art psychedelisches Seminar auf, um seine Mission zur Hebung des von ihm behaupteten Potenzials von LSD zur äußerst positiven Entwicklung des Menschen voranzutreiben, empfing oder traf häufig auch Jazz- sowie später auch Rockmusiker – was meist mit Marihuana- oder LSD-Konsum verbunden war – und veranlasste seinen englischen Missionsagenten Michael Hollingshead, das gleiche erfolgreich mit dem vor allem zu diesem Zweck gegründeten World Psychedelic Centre in London zu tun, sodass Leary daher sehr gut mit der US-amerikanischen sowie englischen Jazz- und Rockszene bekannt war. Diesbezüglich sagte er später (nach H. Shapiros Sky High – Droge und Musik im 20. Jahrhundert, aus dem Englischen übersetzt von Peter Hiess): „Nennen Sie mir nur eine Rockgruppe, die keine Hymnen auf LSD und Marihuana in ihrem Repertoire hat.“ Bereits 1962 schätzte Leary dementsprechend die Zahl der Amerikaner, die bereits LSD konsumiert hatten, auf 25.000; wobei, so H. Shapiro, eine Ende 1965 durchgeführte Studie die Zahl der Leute, die zu diesem Zeitpunkt schon mal LSD konsumiert hatten, auf fast vier Millionen hinaufsetzte und davon den Anteil derer, die sich noch auf der High School oder dem College befanden, auf 70 % bezifferte. Trotz oder – einerseits (unpolitisch) aufgrund des Reizes des Verbotenen für die „aufständische Generation“ und andererseits (politisch) aufgrund einer bei ihr ausgelösten Trotz- oder Protestreaktion – gerade wegen der in Kalifornien und England im Oktober 1966 sowie bis gegen Ende des Jahres nach und nach in vielen US-amerikanischen Staaten (u. a. in New York) erlassenen, teils mit relativ hohen bis sehr hohen Strafrahmen versehenen Verbote, LSD zu besitzen oder gar jemanden zum LSD-Konsum zu überreden, wurde LSD zur ständigen Einrichtung vor und hinter der Bühne aller größeren Rockfestivals der Sechzigerjahre – sowohl in England als auch in Amerika. Leary gilt in dem Zusammenhang als die maßgebliche Person, die der Welt (v. a. der westlichen) die Psychedelik nähergebracht hat, was er nicht nur durch die Beeinflussung von berühmten Künstlern und anderen Personen des öffentlichen Lebens, sondern auch dadurch erreichte, dass er mit missionarischem Eifer seine Thesen und extrem positiv gestimmten Meinungen bezüglich LSD oft sehr öffentlichkeitswirksam kundtat. Der erste Topqualitäts-LSD-Produzent und -Großhändler Owsley Stanley, der mal von einem Regierungsagenten als der Henry Ford fürs LSD bezeichnet wurde und der für den LSD-affinen kleinen Hippie von der Straße einfach der König des LSD war, wurde von Leary „Gottes Geheimagent“ genannt.

## Rezeption in der Popkultur

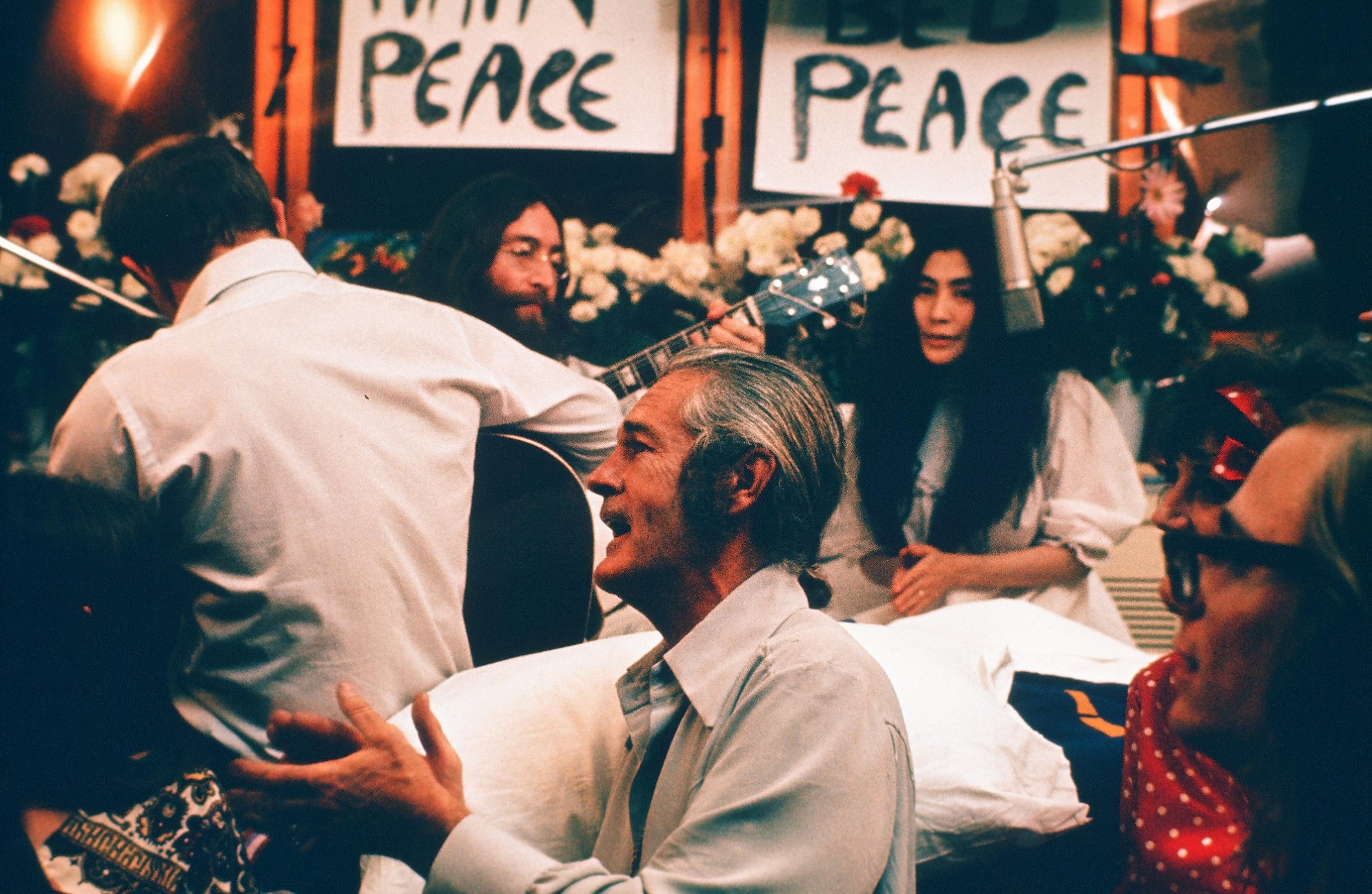
Im Vordergrund Timothy Leary bei der Aufnahme des Songs Give Peace A Chance mit John Lennon und Yoko Ono, Montreal 1969

### Sechzigerjahre
The Beatles, die während der Dreharbeiten zu dem Film Help! intensiv auf Timothy Leary zu sprechen kamen und dann zum ersten Mal LSD konsumierten, verarbeiteten ihre Trip-Erfahrungen in einigen ihrer Lieder, und Learys psychedelische Version des tibetanischen Totenbuches in The Psychedelic Experience stellte die Grundlage für ihren Song Tomorrow Never Knows dar.
Das Musical Hair von 1968 erwähnt Timothy Leary im Song Manchester England: „Now that I’ve dropped out, Why is life dreary dreary, Answer my weary query, Timothy Leary dearie“.
Darüber hinaus findet sich im Stück Let the Sunshine In die Passage „Singing our space songs on a spider web sitar / Life is around you and in you / Answer for Timothy Leary, dearie“.
The Moody Blues besangen den Psychologen 1968 mit dem Song Legend of a Mind („Timothy Leary's dead / No, no, no, no, he's outside looking in“).
Dem Beatles-Stück Come Together liegt ein Song zugrunde, den John Lennon für eine Gouverneurskampagne schrieb, die Leary in Kalifornien gegen Ronald Reagan führte. Auch in John Lennons Song Give Peace a Chance aus dem Jahr 1969 wird Leary in einer Strophe erwähnt: „Everybody’s talking ’bout John and Yoko, Timmy Leary, Rosemary...“.
The Who singen in ihrem Song The Seeker: „I asked Bobby Dylan, I asked the Beatles, I asked Timothy Leary, but he couldn’t help me either“.

### Siebzigerjahre
Das selbstbetitelte Debütalbum der britischen Hardrockband UFO aus dem Jahr 1970 enthielt ebenfalls ein Lied über Leary, betitelt mit Timothy.
Der Godfather of Disco David Mancuso orientierte sich bei seinem DJ-Programm an Learys Buch The Psychedelic Experience. Darin wird ein LSD-Trip mit dem Aufenthalt in den drei Bardos des Tibetischen Totenbuchs gleichgesetzt. Auch Mancusos Set war in drei Teile gegliedert: einen Einstieg, einen Höhepunkt und einer Landung: „Leary hatte geschrieben, dass es bei einem Trip drei Stufen oder Bardos gibt. Ich benutzte die gleiche Struktur. Das erste Bardo sollte ruhig und leichtfüßig daherkommen. Das zweite Bardo sollte wie ein Zirkus oder Rummel sein. Und das dritte Bardo widmete sich dem Wiedereintritt, sodass die Leute möglichst geschmeidig in die Alltagswelt zurückkehren konnten.“
Die Berliner Krautrock-Band Ash Ra Tempel nahm 1972 in der Schweiz das Album Seven Up mit Timothy Leary auf. Der Name bezieht sich auf mit Learys LSD versetzte Limonade der Marke 7up, die Bandmitglieder von ihrem Manager Rolf-Ulrich Kaiser zu trinken bekamen.

### Achtzigerjahre
Leary erscheint im Video Possessed to Skate der kalifornischen Punkband Suicidal Tendencies von 1983. Er tritt als Vater des Protagonisten und Leadsängers Mike Muir in Erscheinung.
Im Film Cheech & Chongs heiße Träume (1981) spielt Leary einen Arzt (sich selbst).
Timothy Leary hatte auch einen Gastauftritt in einem Comic von Aline und Robert Crumb. In der Geschichte Aline & Bobs spaßige Spielchen ist Leary der Kommandant des Raumschiffs Terra II, dessen Besatzung Robert und Aline aus den Fängen außerirdischer Larven befreit.

### Neunzigerjahre
Bei der Arbeit an dem Album Cyberpunk kommt es im Aufnahmestudio zu einem Zusammentreffen zwischen Billy Idol und Leary. Leary wirkt dabei an einem Stück mit, das auf dem Album als Interlude 4 geführt wird.
Die Band Porcupine Tree verwendete auf ihrem Album Voyage 34: The Complete Trip Samples von Timothy Learys Platte L.S.D. Leary wird in Stuff, einem 1994 von Johnny Depp gedrehten Kurzfilm über John Frusciante, erwähnt.
Die Metalband Nevermore veröffentlichte auf ihrem Debütalbum (1995) einen Song mit dem Titel Timothy Leary. Auch das folgende Album The Politics of Ecstasy (1996) bezieht sich stark auf Leary. Des Weiteren beginnt das Live-Album Salival von Tool mit der bekannten Rede von Timothy Leary: „Think for yourself, question authority!“ Die Band Tiamat veröffentlichte auf ihrem Album A Deeper Kind of Slumber (1997) einen Song mit dem Titel Four Leary Biscuits bzw. auf der Single Cold Seed (1997) den Titel Three Leary Biscuits.

### Nach 2000
Der US-amerikanische Journalist Michael Pollan sieht in seinem Buch Verändere dein Bewusstsein: Was uns die neue Psychedelik-Forschung über Sucht, Depression, Todesfurcht und Transzendenz lehrt 2018 die Selbstdarstellung Timothy Learys als Grund für die Einstellung vielversprechender wissenschaftlicher Studien über Psychedelika.
Die Hauptfigur des Romans Das Licht (2019) von T. C. Boyle ist ein Doktorand von Tim Leary.

## Werke

### Schriften (Auswahl)
- Interpersonal Diagnosis of Personality. Ronald, New York 1957
- Politik der Ekstase. Wegener, Hamburg 1970, ISBN 3-8032-0132-2 (war in Deutschland 25 Jahre durch die

BPjS indiziert)
- Psychedelische Erfahrungen. Ein Handbuch nach Weisungen des Tibetanischen Totenbuches. (mit Richard Alpert und Ralph Metzner). Barth, Weilheim 1971, ISBN 3-87041-248-8
- Was will die Frau? Roman. Sphinx, Basel 1980, ISBN 3-85914-501-0
- Gebete. Psychedelische Gebete nach dem Tao-te-King. Mit Beiträgen von Brian Barritt und Sergius Golowin. Volksverlag, Linden 1981, ISBN 3-88631-083-3
- Exo-Psychologie. Handbuch für den Gebrauch des menschlichen Nervensystems gemäss den Anweisungen der Hersteller. Sphinx, Basel 1981, ISBN 3-85914-502-9
  - überarbeitete Neuausgabe als: Info-Psychologie. Sphinx, Basel 1991, ISBN 3-85914-507-X; Phänomen, Neuenkirchen 2005, ISBN 3-933321-82-4
- Neuropolitik. Die Soziobiologie der menschlichen Metamorphose (mit Robert A. Wilson und George A. Koopman). Sphinx, Basel 1981, ISBN 3-85914-503-7
- Die Intelligenz-Agenten. Sphinx, Basel 1982, ISBN 3-85914-504-5
- Neurologik. Volksverlag, Linden 1982, ISBN 3-88631-084-1; Pieper, Löhrbach 1993, ISBN 3-922708-39-0
- Spiel des Lebens. Neurologisches Tarot. Sphinx, Basel 1984, ISBN 3-85914-505-3
- Denn sie wußten was sie tun. Eine Rückblende. Sphinx, Basel 1986, ISBN 3-85914-506-1; Heyne, München 1997, ISBN 3-453-12582-7
- Das Generationenspiel & wie die Heim-Medien die kulturelle Evolution designen. Pieper, Löhrbach 1994?, ISBN 3-925817-67-0
- Über die Kriminalisierung des Natürlichen. Pieper, Löhrbach 1994?, ISBN 3-925817-38-7
- Chaos & Cyber-Kultur (mit Beiträgen von Winona Ryder und William Gibson). Nachtschatten, Solothurn 1997, ISBN 3-907080-13-0
- Timothy Learys Totenbuch. Unter Mitarbeit von R. U. Sirius. Ullstein, Berlin 1998, ISBN 3-548-31202-0

### Diskografie
- L.S.D. (LP 1966)
- Turn On, Tune In, Drop Out (LP 1967)
- You Can Be Anyone This Time Around (LP: Douglas Records, 1970; CD: Rykodisc, 1992)
- Seven Up von Ash Ra Tempel feat. Timothy Leary (LP: Kosmische Kuriere (KK 58.001), 1972)[22]

### Filmografie (Auswahl)
- 1981: Cheech & Chongs heiße Träume (Cheech and Chong's Nice Dreams)
- 1992: Hold Me, Thrill Me, Kiss Me (deutsch: Halt mich, küss mich, lieb mich), Regie: Joel Hershman, USA.[23]
- 1989: Rude Awakening, Regie: David Greenwalt, Aaron Russo, USA.
- 1989: Shocker, Regie: Wes Craven, USA
- 1989: Das Model und der Schnüffler, Gastauftritt als Wynn Deaupayne in der Folge Lunar Eclipse.